# Andrea Bunjes
Andrea Bunjes (* 5. Februar 1976 in Holtland) ist eine ehemalige international erfolgreiche deutsche Hammerwerferin.
Größte Erfolge waren ein elfter Rang bei den Olympischen Spielen 2004 in Athen sowie ein zehnter Platz bei den Europameisterschaften 2002 in München. Zudem war sie 2004 Deutsche Meisterin. Dazu kommen weitere Platzierungen bei nationalen und internationalen Wettbewerben. Ihre Bestweite von 70,73 m warf sie 2004. Bis zum Jahr 2005 startete sie für ihren ostfriesischen Heimatverein, den SV Holtland, bei dem sie 1988 ihre Karriere begann. 2006 wechselte sie aus sportlichen und beruflichen Gründen zu Eintracht Frankfurt. 2011 beendete sie ihre Sportlaufbahn.
Andrea Bunjes war Mitglied der Sportfördergruppe der hessischen Polizei.